# Parc naturel régional des Volcans d'Auvergne

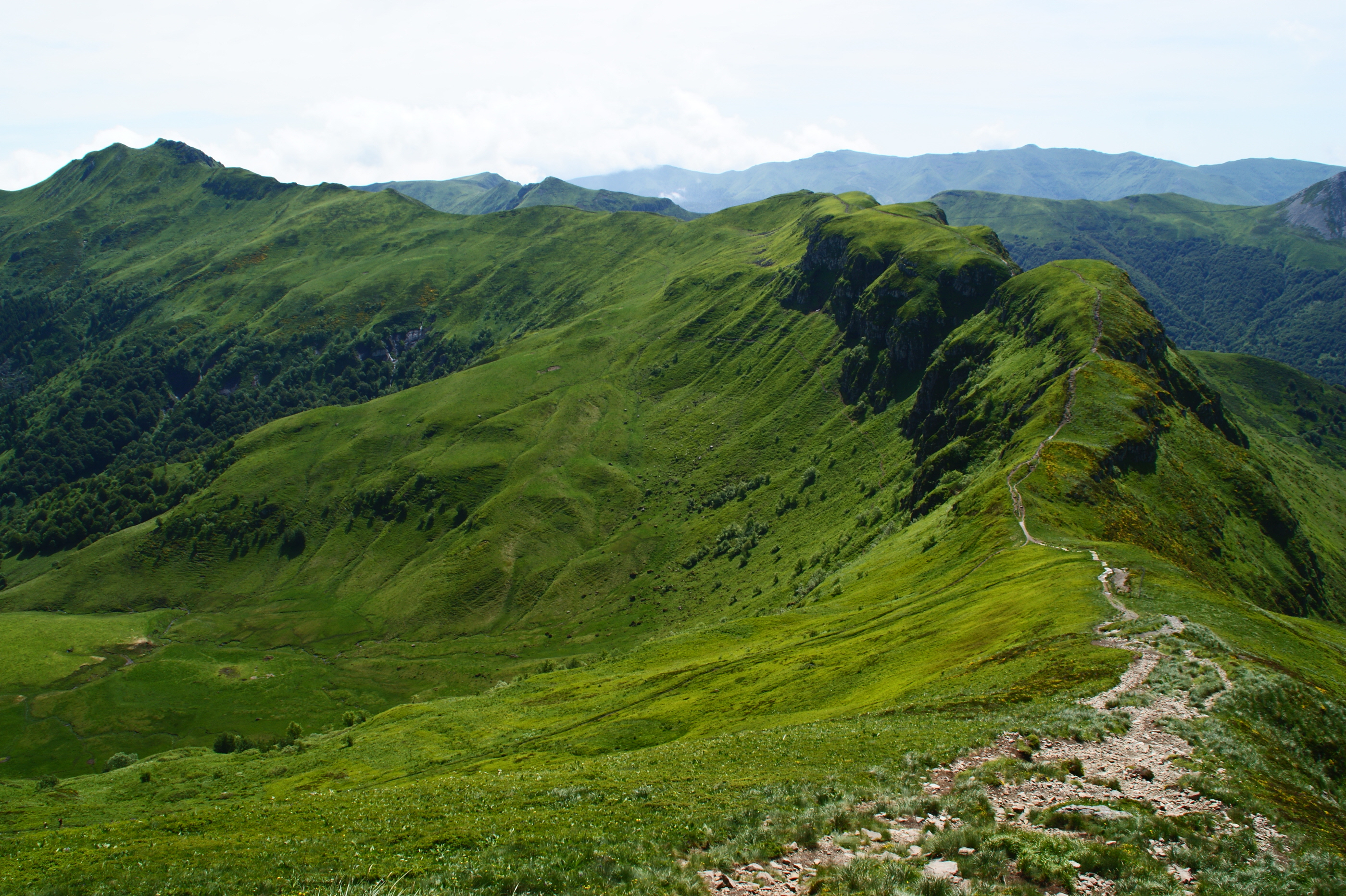
Typiskt landskap

Parc naturel régional des Volcans d'Auvergne är Frankrikes största naturpark med en yta av lite över 3 890 km². Den ligger i östra delen av regionen Auvergne-Rhône-Alpes. Naturparken inrättades 1977.
Typisk är en kedja av slocknade vulkaner. Olika utbrott skapade näringsrik jord för odling av olika grödor, grönsaker och solrosor. I parken registrerades 2000 olika växtarter med bland annat arter av gentianasläktet, en gul variant av alpsippa, arter av stormhattssläktet och läkevänderot. Stora och medelstora djur som hittas i bergstrakter är mufflonfår, gemsar och alpmurmeldjur. I skogarna lever vildsvin, rådjur och olika rovdjur som rödräv, mårddjur och sällsynt vanlig genett.